# Bohumil Houser
Bohumil Houser (1. března 1922 – 9. února 2005) byl účastník protinacistického odboje, učitel jógy, čchi-kungu a meditace, překladatel, spisovatel, básník, léčitel a duchovní mistr.

## Život

### Mládí
Narodil se v roce 1922, v Bratislavě, jeho rodiče byli české národnosti. Zde také studoval na reálce a později na obchodní akademii. Maturoval v Brně v roce 1941. Jeho otec pracoval na dráze jako vlakvedoucí.

### Odboj
V Bratislavě se stal členem Střelecké jednoty a za podzimní mobilizace v roce 1938 vstoupil jako dobrovolník do armády. Po rozpadu Československa odjel s rodiči do Brna. Za protektorátu se stal členem ilegální organizace Hnutí slovanské domoviny, složené ze studentů a mladých dělníků, kde se stal velitelem diverzní skupiny s krycím jménem Dělnictvo.
V lednu 1942 byl totálně nasazen v Rakousku ve Wiener Neustadtu v závodě WNF na výrobu stíhaček, kde přenesl i svoji odbojovou aktivitu. Vynesl výrobní plány leteckých závodů na léta 1943–44, pomáhal organizovat útěky ze zajateckého tábora, spolupracoval s odbojovou organizací francouzských zajatců, zejména s kapitánem Jeanem Moncorgé, ing. Faberem a Simonem Perbuetem.
Čtrnáctého dubna 1943 byl v Praze zatčen kvůli odbojové ilegální činnosti. Členové HSD byli postupně zatýkání již od podzimu 1942. Nejdříve byl vězněn v Brně v Kounicových kolejích, na podzim 1943 s transportem převezen do Breslau (Wrocławi) do vězení na Klechtkaustrasse. Devatenáctého ledna 1944 byli všichni zatčení členové HSD postaveni před soud a obviněni za přípravu velezrady a nadržování nepříteli. Volksgerichtem 6. senátu byl Bohumil Houser odsouzen na osm let těžkého žaláře. Vedoucí HSD Vlastislav Kroupa byl odsouzen k smrti a popraven.
Trest si odpykával v několika věznicích, například ve státní káznici v Bayreuthu, na podzim 1944 skončil v koncentračním táboře Creussen. Tam pracoval ve zbrojovce. Okamžitě se spojil s místní ilegální organizací vězňů. Dne 14. dubna 1945 odzbrojil jednoho bachaře a zahájil tak úspěšné povstání vězňů.

### Emigrace
Po válce pracoval v Severočeských hnědouhelných dolech jako přednosta administrativy inspektorátu Falknov. Po znárodnění hnědouhelného revíru se stal přednostou administrativního a obchodního odboru na ředitelství v Sokolově.
Po roce 1948 mu hrozilo pronásledování ze strany bolševické státní moci a proto za vydatné pomoci přátel, bývalých spoluvězňů, utekl do Bavorska. Zde pobýval v uprchlickém táboře ve Schwabachu, kde mu byl přiznán status politického uprchlíka (IRO). V táboře se přihlásil k emigraci do Austrálie. Podmínkou pro možné vycestování byl podpis dvouleté pracovní smlouvy na jakékoli později přidělené práce. Zde byl zaměstnán v chemickém závodě v Boolaroo. Na podzim 1949 vypukla v Austrálii obrovská generální stávka. O práci přišla spousta dělníků, včetně Bohumila Housera. Zapojil se do diskuse o pozadí stávky a v důsledku toho byl za veřejné vměšování se do politických záležitostí vypovězen ze země.
Vrátil se do Německa, kde vznikal český uprchlický tábor Valka, ve kterém žilo až 6000 lidí z 28 zemí Evropy. Po čase byl jmenován do funkce sekretáře a tlumočníka Amerického fondu pro československé uprchlíky (AFCR) pro oblast Norimberku, International Rescue Committee ho jmenovala emigračním úředníkem a tajemníkem IRC. Pracoval také jako reportér pro Foreign News Service v New Yorku.
V té době Bohumil Houser již publikoval v novinách a časopisech. V létě roku 1954 přestal pracovat a veškerý svůj čas a energii věnoval studiu jógy a cestování. Od roku 1952 byl žákem učitele jógy Borise Sacharova a Swami Siwanandy Sarady (paní Charlotte Walinski-Heller). Boris Sacharov jej přesvědčil, aby se vrátil do Československa.

### Návrat do Československa
V říjnu 1956 Bohumil Houser odjel domů. Hned v Chebu byl zatčen a převezen do Prahy, kde byl 7 týdnů vězněn a mnohokrát vyslýchán StB. Ze všech spáchaných trestných činů, ze kterých byl v nepřítomnosti obviněn, včetně velezrady v únoru 1948, byl amnestován, byl mu prominut i trest smrti. Byl propuštěn, život mu však ztrpčovalo špehování StB a nejrůznější šikanování. Nebylo mu umožněno, aby našel práci dle svých schopností a znalostí. Byl přinucen přijmout podřadná zaměstnání. Materiální situace jeho rodičů i jeho samotného byla velmi špatná. V roce 1977 jako jako příslušník protinacistického odboje odešel do důchodu o pět let dříve.

### Duchovní učitel a léčitel
V roce 1966 spolu s Otakarem Vojkůvkou, Thesou Vojkůvkovou, ing. Jiřím Elgerem, Milošem Horkým a reverendem Milošem Mikotou obnovil činnost téměř zaniklé náboženské obce českých unitářů v Brně. V témže roce založil PhDr. Karel Werner, člen brněnské unitářské obce, v Závodním klubu První brněnské strojírny první Klub jógy v Československu. Bohumil Houser jej od počátku podporoval a spolupracoval s ním. Když se v roce 1968 se doktor Werner rozhodl emigrovat, Bohumil Houser mu pomohl připravit trasu útěku a vybavil ho adresami svých norimberských přátel.
V období uvolňování v 60. letech byl aktivní také literárně, avšak tato jeho činnost byla ukončena sovětskou okupací Československa. Nakladatelství Svítání vydalo panu Houserovi v roce 1992 sbírku veršů inspirovanou japonskou formou haiku s názvem Život v okamžiku. Napsal rovněž dvě divadelní hry – Dům na jezeře Macquaire a Dostojevský a démoni.
Další oblastí, v níž Bohumil Houser aktivně pracoval a dosáhl v ní i mezinárodního ocenění, je léčitelství. Začal praktikovat už jako úředník, zaměstnanec n. p. Ferona v Brně. Používal akupresuru, magnetoterapii, bioterapii, metalopatii, fytoterapii, hypnopunkturu, jógoterapii a jiné metody. Úspěchy, kterých dosáhl při léčení mnoha pacientů, byly potvrzeny i klasickými lékaři.

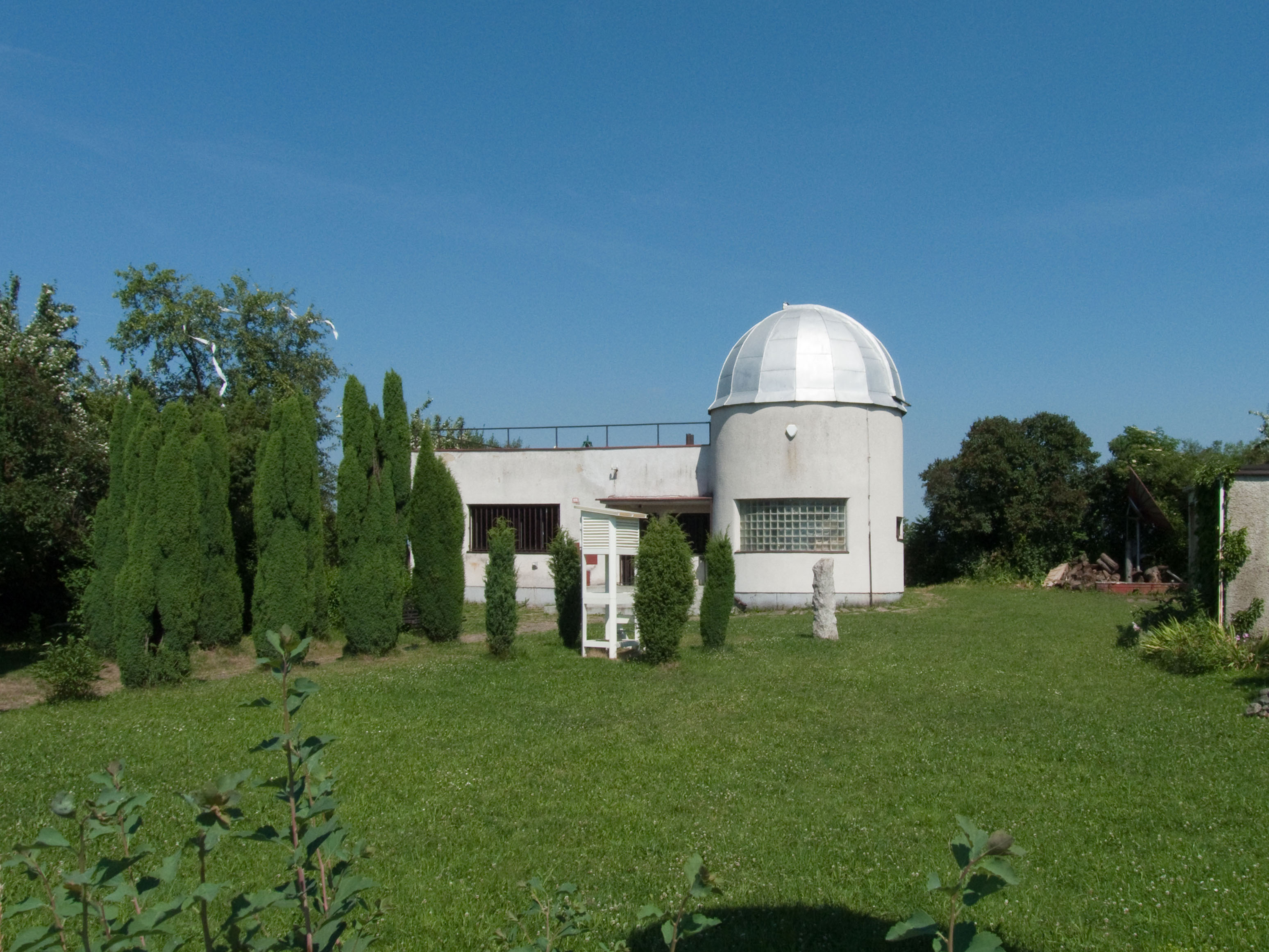
Budova hvězdárny ve Vlašimi v okrese Benešov, kde se v září 1988 Bohumil Houser účastnil (jako přednášející) dvoudenního (v pořadí třetího) semináře „O mezních otázkách astronomie“

Od roku 1982 spolupracoval s pražskou Psychoenergetickou laboratoří profesora Františka Kahudy v sekci léčitelské. V témže roce spolu s některými dalšími léčiteli působil v nemocnici ve Vimperku, kde měli lékaři posuzovat výsledky dosažené netradičními léčebnými metodami.

### Po listopadu 1989
Pokračoval ve své činnosti, přednášel v brněnské Unitárii i jinde, vydal několik knih, přispíval do časopisu brněnských unitářů Poutník. Byl aktivní v mnoha oblastech, například v roce 1992 společně s Dr. Tihelkou zakládal Lions Club v Brně. Tím navázal na první pokus o založení LC v Brně z roku 1966.
Koncem roku 1996 se aktivně účastnil Mezinárodní konference alternativní medicíny na Srí Lance, kde přednesl referát o automočové terapii a pyramidální energii, setkal se se slavným buddhistickým mnichem Boddhim v jeho lesní poustevně v Kandy a meditoval týden v Mezinárodním buddhistickém středisku tamtéž.

## Dílo
- Konec západoevropské kultury? Dle Nostradama (1995, 1. vydání 1995)
- Sny neprobuzeného(1999, 1. vydání 1999, vydáno vlastním nákladem) – hlavní literární dílo, sbírka povídek, vzpomínek a básní
- Život v okamžiku (1992, Svítání) – sbírka krátkých básní, inspirovaných japonským stylem haiku

Eseje a povídky Bohumila Housera lze najít také v časopise Poutník.